# Problem (Ariana Grande)
"Problem" is een nummer van de Amerikaanse zangeres Ariana Grande samen met de Australische rapper Iggy Azalea. Het nummer werd op 28 april 2014 door Republic Records uitgebracht als de eerste single van Grande's tweede studioalbum My Everything dat in 2014 uitkwam. Het nummer is geschreven door Max Martin, Savan Kotecha, Iggy Azalea en Ilya Salmanzadeh. "Problem" is een uptempo dancepop-nummer met invloeden uit de R&B-genre. In het refrein van het nummer is de Amerikaanse rapper Big Sean te horen.
Het nummer kwam de Billboard Hot 100 binnen op de derde plek en werd in de eerste week 438.000 digitaal verkocht. Daarmee werd het Grandes grootste digitale opbrengst van een week ooit. Later piekte het nummer op de tweede plek in de hitlijsten en werd daarmee Grande's en Azalea's hoogste notering in de Amerikaanse muziek hitlijsten. "Problem" bleef hierna zestien weken in de top-10. In Ierland, Nieuw-Zeeland, Schotland en het Verenigd Koninkrijk behaalde het nummer de nummer-1 positie. In veel andere landen zoals, Australië, Canada, Denemarken, Griekenland en Zweden behaalde het nummer een plek binnen de top-10. In de Nederlandse Top 40 behaalde het nummer de vijfde plek.
Om het nummer te promoten, bracht Grande het nummer voor het eerst ten gehore tijdens de Radio Disney Music Awards in 2014. Daarnaast trad Grande ook op tijdens de iHeart Radio Awards en de Billboard Music Awards in 2014. De bijhorende videoclip werd een dag na het uitbrengen van het nummer opgenomen en is geregisseerd door Nev Todorovic. De videoclip verscheen op 30 mei 2014 op het Vevo-kanaal van Grande. De videoclip won een prijs in de categorie "Best Pop Video"  tijdens de MTV Video Music Awards in 2014 en het nummer zelf won de prijs in de categorie "Best Song" tijdens de MTV Europe Music Awards in 2014.

## Tracklijst
| Nr. | Titel                                | Duur |
| --- | ------------------------------------ | ---- |
| 1.  | Problem                              | 3:14 |
| 2.  | Problem (Dawin remix)                | 3:25 |
| 3.  | Problem (Noodles & Devastator remix) | 3:12 |
| 4.  | Problem (Kassiano remix)             | 4:21 |

| Nr. | Titel   | Duur |
| --- | ------- | ---- |
| 1.  | Problem | 3:14 |

| Nr. | Titel                                 | Duur |
| --- | ------------------------------------- | ---- |
| 1.  | Problem (met Iggy Azalea en J Balvin) | 3:13 |

| Nr. | Titel                                | Duur |
| --- | ------------------------------------ | ---- |
| 1.  | Problem (Dawin remix)                | 3:25 |
| 2.  | Problem (Noodles & Devastator remix) | 3:12 |
| 3.  | Problem (Kassiano remix)             | 4:21 |

## Hitnoteringen

### Nederlandse Top 40
| Hitnotering: 17-05-2014 t/m 11-10-2014 | Hitnotering: 17-05-2014 t/m 11-10-2014 | Hitnotering: 17-05-2014 t/m 11-10-2014 | Hitnotering: 17-05-2014 t/m 11-10-2014 | Hitnotering: 17-05-2014 t/m 11-10-2014 | Hitnotering: 17-05-2014 t/m 11-10-2014 | Hitnotering: 17-05-2014 t/m 11-10-2014 | Hitnotering: 17-05-2014 t/m 11-10-2014 | Hitnotering: 17-05-2014 t/m 11-10-2014 | Hitnotering: 17-05-2014 t/m 11-10-2014 | Hitnotering: 17-05-2014 t/m 11-10-2014 | Hitnotering: 17-05-2014 t/m 11-10-2014 | Hitnotering: 17-05-2014 t/m 11-10-2014 |
| Week:                                  | 1                                      | 2                                      | 3                                      | 4                                      | 5                                      | 6                                      | 7                                      | 8                                      | 9                                      | 10                                     | 11                                     | 12                                     |
| -------------------------------------- | -------------------------------------- | -------------------------------------- | -------------------------------------- | -------------------------------------- | -------------------------------------- | -------------------------------------- | -------------------------------------- | -------------------------------------- | -------------------------------------- | -------------------------------------- | -------------------------------------- | -------------------------------------- |
| Positie:                               | 31                                     | 29                                     | 27                                     | 23                                     | 14                                     | 11                                     | 8                                      | 5                                      | 5                                      | 7                                      | 8                                      | 10                                     |
| Week:                                  | 13                                     | 14                                     | 15                                     | 16                                     | 17                                     | 18                                     | 19                                     | 20                                     | 21                                     | 22                                     |                                        |                                        |
| Positie:                               | 11                                     | 11                                     | 14                                     | 17                                     | 20                                     | 23                                     | 23                                     | 30                                     | 31                                     | 40                                     | uit                                    |                                        |

### NederlandseSingle Top 100
| Hitnotering: 03-05-2014 t/m 28-02-2015 | Hitnotering: 03-05-2014 t/m 28-02-2015 | Hitnotering: 03-05-2014 t/m 28-02-2015 | Hitnotering: 03-05-2014 t/m 28-02-2015 | Hitnotering: 03-05-2014 t/m 28-02-2015 | Hitnotering: 03-05-2014 t/m 28-02-2015 | Hitnotering: 03-05-2014 t/m 28-02-2015 | Hitnotering: 03-05-2014 t/m 28-02-2015 | Hitnotering: 03-05-2014 t/m 28-02-2015 | Hitnotering: 03-05-2014 t/m 28-02-2015 | Hitnotering: 03-05-2014 t/m 28-02-2015 | Hitnotering: 03-05-2014 t/m 28-02-2015 | Hitnotering: 03-05-2014 t/m 28-02-2015 | Hitnotering: 03-05-2014 t/m 28-02-2015 | Hitnotering: 03-05-2014 t/m 28-02-2015 | Hitnotering: 03-05-2014 t/m 28-02-2015 |
| Week:                                  | 1                                      | 2                                      | 3                                      | 4                                      | 5                                      | 6                                      | 7                                      | 8                                      | 9                                      | 10                                     | 11                                     | 12                                     | 13                                     | 14                                     | 15                                     |
| -------------------------------------- | -------------------------------------- | -------------------------------------- | -------------------------------------- | -------------------------------------- | -------------------------------------- | -------------------------------------- | -------------------------------------- | -------------------------------------- | -------------------------------------- | -------------------------------------- | -------------------------------------- | -------------------------------------- | -------------------------------------- | -------------------------------------- | -------------------------------------- |
| Positie:                               | 10                                     | 24                                     | 28                                     | 22                                     | 23                                     | 19                                     | 17                                     | 14                                     | 16                                     | 13                                     | 14                                     | 11                                     | 12                                     | 11                                     | 11                                     |
| Week:                                  | 16                                     | 17                                     | 18                                     | 19                                     | 20                                     | 21                                     | 22                                     | 23                                     | 24                                     | 25                                     | 26                                     | 27                                     | 28                                     | 29                                     | 30                                     |
| Positie:                               | 12                                     | 14                                     | 13                                     | 13                                     | 16                                     | 21                                     | 24                                     | 29                                     | 33                                     | 36                                     | 39                                     | 44                                     | 48                                     | 46                                     | 30                                     |
| Week:                                  | 31                                     | 32                                     | 33                                     | 34                                     | 35                                     | 36                                     | 37                                     | 38                                     | 39                                     | 40                                     | 41                                     | 42                                     | 43                                     | 44                                     |                                        |
| Positie:                               | 46                                     | 54                                     | 53                                     | 73                                     | 68                                     | 49                                     | 56                                     | 72                                     | 74                                     | 88                                     | 94                                     | 95                                     | 100                                    | 96                                     | uit                                    |

### NederlandseMega Top 50
| Positie: | 25 | 37 | 38 | 35 | 27 | 19 | 9  | 9  | 8  | 7  | 10 | 11 | 12  |
| Week:    | 14 | 15 | 16 | 17 | 18 | 19 | 20 | 21 | 22 | 23 | 24 | 25 |     |
| Positie: | 13 | 14 | 14 | 17 | 21 | 22 | 24 | 26 | 28 | 32 | 34 | 45 | uit |

### VlaamseUltratop 50
| Positie: | 26 | uit | 49 | 30 | 26 | 15 | 17 | 28 | 32 | 27 | 27  | 25 |
| Week:    | 12 | 13  | 14 | 15 | 16 | 17 | 18 | 19 | 20 | 21 |     |    |
| Positie: | 19 | 27  | 21 | 24 | 20 | 16 | 29 | 34 | 38 | 45 | uit |    |

## Releasedata
| Land                | Releasedatum  | Formaat        | Label           |
| ------------------- | ------------- | -------------- | --------------- |
| Canada              | 28 april 2014 | Muziekdownload | Universal Music |
| Verenigde Staten    | 28 april 2014 | Muziekdownload | Republic        |
| Australië           | 29 april 2014 | Muziekdownload | Universal Music |
| België              | 29 april 2014 | Muziekdownload | Universal Music |
| Denemarken          | 29 april 2014 | Muziekdownload | Universal Music |
| Duitsland           | 29 april 2014 | Muziekdownload | Universal Music |
| Finland             | 29 april 2014 | Muziekdownload | Universal Music |
| Frankrijk           | 29 april 2014 | Muziekdownload | Universal Music |
| Italië              | 29 april 2014 | Muziekdownload | Universal Music |
| Nederland           | 29 april 2014 | Muziekdownload | Universal Music |
| Nieuw-Zeeland       | 29 april 2014 | Muziekdownload | Universal Music |
| Noorwegen           | 29 april 2014 | Muziekdownload | Universal Music |
| Zweden              | 29 april 2014 | Muziekdownload | Universal Music |
| Verenigde Staten    | 29 april 2014 | Radio          | Republic        |
| Italië              | 30 mei 2014   | Radio          | Universal Music |
| Verenigd Koninkrijk | 29 juni 2014  | Muziekdownload | Republic        |
| Verenigd Koninkrijk | 30 juni 2014  | Cd-single      | Republic        |
| Verenigd Koninkrijk | 30 juni 2014  | Radio          | Republic        |
| Duitsland           | 11 juli 2014  | Cd-single      | Republic        |